# Cerignola Campagna
Cerignola Campagna (wł. Stazione di Cerignola Campagna) – stacja kolejowa w Cerignola, w prowincji Barletta-Andria-Trani, w regionie Apulia, we Włoszech. Znajduje się na linii Adriatica (Ankona – Lecce). Obsługuje również gminę San Ferdinando di Puglia.
Według klasyfikacji RFI ma kategorię srebrną.

## Linie kolejowe
- Adriatica
- Cerignola Campagna – Cerignola Città – linia zlikwidowana